# Kanton Mondoubleau
Der Kanton Mondoubleau war bis 2015 ein französischer Wahlkreis im Arrondissement Vendôme, im Département Loir-et-Cher und in der Region Centre-Val de Loire; sein Hauptort war Mondoubleau, Vertreter im Generalrat des Départements war zuletzt von 2004 bis 2015 Jean Léger.
Der Kanton war 247,60 km² groß und hatte im Jahr 1999 5848 Einwohner. 

## Gemeinden
| Gemeinde          | Einwohner Jahr | Fläche km² | Bevölkerungsdichte | Postleitzahl | Code INSEE |
| ----------------- | -------------- | ---------- | ------------------ | ------------ | ---------- |
| Arville           | 73 (2013)      | –          | – Einw./km²        | 41170        | 41005      |
| Baillou           | 251 (2013)     | –          | – Einw./km²        | 41170        | 41012      |
| Beauchêne         | 180 (2013)     | –          | – Einw./km²        | 41170        | 41014      |
| Choue             | 529 (2013)     | –          | – Einw./km²        | 41170        | 41053      |
| Cormenon          | 698 (2013)     | –          | – Einw./km²        | 41170        | 41060      |
| Mondoubleau       | 1500 (2013)    | –          | – Einw./km²        | 41170        | 41143      |
| Oigny             | 96 (2013)      | –          | – Einw./km²        | 41170        | 41165      |
| Le Plessis-Dorin  | 177 (2013)     | –          | – Einw./km²        | 41170        | 41177      |
| Saint-Agil        | 271 (2013)     | –          | – Einw./km²        | 41170        | 41197      |
| Saint-Avit        | 107 (2013)     | –          | – Einw./km²        | 41170        | 41202      |
| Saint-Marc-du-Cor | 185 (2013)     | –          | – Einw./km²        | 41170        | 41224      |
| Sargé-sur-Braye   | 1058 (2013)    | –          | – Einw./km²        | 41170        | 41235      |
| Souday            | 528 (2013)     | –          | – Einw./km²        | 41170        | 41248      |
| Le Temple         | 175 (2013)     | –          | – Einw./km²        | 41170        | 41254      |